# Партия на зелените (Швеция)
Партията на зелените (на шведски: Miljöpartiet de gröna) е политическа партия в Швеция, основана през 1981 г. Председател на партията е Пер Болунд.

## Участия в избори

### Парламентарни избори

#### 2018 г.
На парламентарните избори през 2018 г. при 87,1% избирателна активност и 100% обработени протоколи партията получава 4,4% подкрепа (или 285 899 гласа). Четири месеца след изборите партията сключва споразумение за управление с Шведската социалдемократическа партия, подкрепени от Партията на центъра и Либералите.